# Марсело Черігіні
Марсело Черігіні (порт. Marcelo Chierighini, 15 січня 1991) — бразильський плавець.
Учасник Олімпійських Ігор 2012, 2016 років.
Призер Чемпіонату світу з водних видів спорту 2017 року.
Призер Чемпіонату світу з плавання на короткій воді 2010, 2018 років.
Переможець Пантихоокеанського чемпіонату з плавання 2018 року, призер 2014 року.
Переможець Панамериканських ігор 2015, 2019 років.
Призер літньої Універсіади 2011 року.